# Pabeco (dabir)
Pabeco (em latim: Pabecus; em grego: Πάβεκος; romaniz.: Pábekos) ou Papaco (em latim: Papacus; em grego: Παπάκος; romaniz.: Papákos; em persa médio: Pābag; em parta: Pābag) foi um oficial persa do século V, ativo durante o reinado do xá Cosroes I (r. 531–579).

## Nome
Pabeco (Pabecus; Πάβεκος, Pábekos), Papaco (Papacus; Πάπαχος / Πάπακος, Pápachos / Pápakos) ou Pambeco (Pambecus; Παμβεκῷς, Pambekos) são as formas latinas e gregas do persa médio e parta Pabague ou Pabaque (𐭯𐭠𐭯𐭪𐭩, Pābag / Pābak), que derivaram do iraniano antigo Papaca (*Pāpa-ka-; de *pāpa-, "pai", e o sufixo hipocorístico *-ka-). Foi registrado em armênio como Papaque (Պապաք, Papakʼ) e persa novo como Babaque (بابک, Bābak).

## Vida
Pabeco era filho de Berovã (*Behrovān). Serviu no tempo do xainxá Cosroes I (r. 531–579) como secretário real (dabir) e foi nomeado chefe da chancelaria militar (junde divanal), gozando de muita influência e prestígio.